# Festival v Altamontu

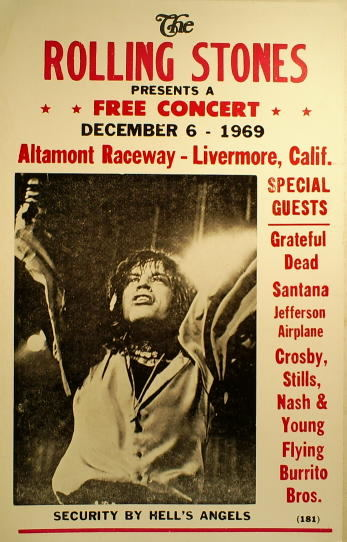
Plakát na festival

Altamont Free Concert byl nechvalně proslulý rockový festival, který se konal v sobotu 6. prosince 1969 na závodním okruhu v Altamontu v severní Kalifornii. Za hlavní hvězdy byli považováni Rolling Stones, kteří také celou akci uspořádali. Na festivalu měli kromě nich hrát také Santana, Jefferson Airplane, The Flying Burrito Brothers, a Crosby, Stills & Nash. Celou akci měli uzavírat The Grateful Dead, ti ale krátce před svým plánovaným vystoupením odmítli hrát.
Na festival dorazilo asi 300 000 návštěvníků. Mnozí z nich věřili, že to bude stejně vydařená akce jako festival ve Woodstocku, pořádaný v srpnu téhož roku. Na festivalu natáčeli filmaři Albert a David Maysles záběry pro chystaný dokument o Rolling Stones. Film měl premiéru v roce 1970 a dostal název Gimme Shelter.
Festival je známý především čtyřmi mrtvými. Ochranku celého festivalu zajišťovali členové kontroverzního motorkářského gangu Hells Angels. Ti se nerozpakovali zajišťovat pořádek železnými tyčemi a noži. Fanouška jménem Meredith Hunter (kterému bylo 18 let) ubodal k smrti člen Hells Angels Alan Passaro. Když se Hunter snažil dostat na pódium byl vyhozen ochrankou, obrátil se a pod vlivem metamfetaminu tasil revolver směrem k pódiu, v tom se na něj vrhl Alan Passaro a Huntera ubodal. Později soud uznal Passarovo chování jako akt sebeobrany a byl propuštěn . Další dva lidské životy si vyžádaly autonehody, jeden utonutí v zavlažovacím kanále.